# Taito Power Goal
Taito Power Goal, in Giappone conosciuto come Hat Trick Hero '95 (ハットトリックヒーロー'95?, Hatto Torikku Hīrō '95), è un videogioco di calcio sviluppato e pubblicato nel 1994 dalla Taito. Trattasi del quarto capitolo della fortunata serie di Football Champ.

## Modalità di gioco
Come la maggior parte dei giochi di calcio per arcade, Taito Power Goal è frenetico con poca pianificazione di tattiche o posizionamento. Il giocatore sceglie una squadra internazionale e ne nomina un "capitano". Apparentemente ogni squadra ha le stesse abilità, ma il capitano di ogni squadra è più veloce, ha un tiro più potente e appare diverso dal resto dei compagni.
I calciatori possono contrastare la palla in vari modi; scivolare, eseguire un calcio volante su un avversario, spazzare le gambe di un altro, sbatterlo a terra e altro ancora. L'arbitro può essere messo fuori combattimento per alcuni secondi, colpendolo con la palla o contrastandolo.
A seconda di quanti crediti il giocatore utilizza in una partita, la sua squadra è in grado di eseguire una mossa speciale. Le mosse speciali vengono selezionate quando la palla esce dal campo e includono "Super Shot" e "Hyper Shot" che, quando selezionate, danno fuoco alla palla e spingono il portiere in rete se tenta di pararla. In determinate condizioni di gioco, è possibile eseguire una di esse. Entrambi permettono al capitano della squadra di effettuare la mossa speciale se gli viene passata. Il punteggio determina quale tiro può essere effettuato: un Hyper Shot gratuito può essere effettuato se il punteggio è pari (ad eccezione del pareggio sullo 0-0) e mancano meno di 10 secondi alla fine. È possibile effettuare un Super Shot gratuito se il punteggio sia 0-0, se un giocatore sta vincendo o perdendo e se il tempo rimasto è inferiore ai 30 secondi.
Se l'utente vince le tre partite iniziali, può cambiare i colori della divisa della propria squadra (la sua squadra diventa quindi nota come "personale").
A volte, uno streaker o un cane interromperanno il gioco e correranno in campo quando la palla esce dal campo.

### Squadre selezionabili
- Arabia Saudita
- Argentina
- Australia
- Austria
- Belgio
- Bolivia

- Brasile
- Bulgaria
- Camerun
- Canada
- Cile
- Colombia

- Costa d'Avorio
- Corea del Sud
- Danimarca
- Ecuador
- Francia
- Finlandia

- Galles
- Germania
- Giappone
- Grecia
- Inghilterra
- Iraq

- Irlanda
- Italia
- Marocco
- Messico
- Nigeria
- Norvegia

- Paraguay
- Paesi Bassi
- Polonia
- Portogallo
- Romania
- Russia

- Scozia
- Spagna
- Stati Uniti
- Svezia
- Svizzera
- Uruguay

## Accoglienza
In Giappone, la rivista Game Machine ha elencato Taito Power Goal nel numero del 1º gennaio 1995 come il gioco arcade di maggior successo del mese.